# Godofredo Iommi
Godofredo Iommi Marini (Buenos Aires, 1917−Viña del Mar, 2001) fue un poeta e importante profesor en la Pontificia Universidad Católica de Valparaíso (PUCV).
Nacido en Buenos Aires, Iommi decidió dejar su carrera de economista en Argentina para poder cultivar experiencias aventureras en lugares como el Amazonas. Es a raíz de este perfil móvil que llegaría a Chile durante los años 40. Diez años más tarde, se instalaría en la PUCV, donde fundó la Escuela de Arquitectura, entidad a la que estuvo ligado hasta sus últimos días. 
Entre los proyectos universitarios de Iommi, destaca el de la Ciudad Abierta de Ritoque (1971), un campo de experimentación arquitectónica. También desempeñó un destacado papel en lo que fue la Reforma universitaria de 1967, la cual intentó −con éxito− democratizar la elección de autoridades.

## Biografía
Estudió en la Scuola Italiana de Buenos Aires y posteriormente cursó dos años de Economía en la Universidad de Buenos Aires, sin llegar a terminar.
En la capital argentina, Godo conoció en 1939 a los brasileños, Gerardo Mello Mourao −poeta− y al entonces senador, Abdias do Nascimento, con quienes armaron una alianza poética llamada «La Santa Hermandad de la Orquídea».De ese modo, en 1940, los orquídeos iniciaron un viaje de aventura por el Amazonas viviendo todo tipo de dificultades, tanto físicas como económicas.
Años después de 1940, Iommi arribó fortuitamente a Chile, donde entabló lazos con el poeta, Vicente Huidobro, y luego se casaría con Ximena Amunátegui. Su experiencia en el Amazonas fue el primer antecedente de las travesíasque instauraría como viaje anual en la Escuela de Arquitectura y Diseño (EAD) que él ayudaría a fundar en la PUCV (1953).
A inicios de los 50', conoció a un grupo de arquitectos liderados por Alberto Cruz Covarrubias, quien fue crucial en hacer las gestiones para fundar la EAD.En dicho proceso, Iommi sentó las bases institucionales de la Escuela al relacionar el diseño arquitectónico con la poesía. Con ello, Godofredo estuvo permanentemente ligado a la EAD, aún mientras él se mantuviese viviendo en París hasta 1965. Aquel mismo año, volvió a Chile y alistó otra travesía «poética» por Sudamérica, la cual registró en su obra Amereida, a la que dedicaría dos secuelas.
En 1970, Iommi fundó la Ciudad Abierta en Ritoque junto a profesores de la EAD. Esto consistió en un proyecto comunitario para que los arquitectos y diseñadores pudieran materializar las obras que se conciben en la Escuela, libre de las restricciones que impone el ejercicio profesional de la arquitectura. El lugar también estuvo diseñado para promover un ambiente de vida social, trabajo y estudio. Más tarde, en los años 80, Iommi presentó contenido educativo en programas como Teleduc de Canal 13.
El 20 de febrero de 2001, Iommi falleció a los 83 años en la ciudad de Viña del Mar. Cientos de personas, entre ellas numerosos estudiantes y académicos de las principales escuelas del país, lo acompañaron en la despedida hasta su tumba en el cementerio de la Ciudad Abierta de Ritoque. Más tarde, en 2012, fue homenajeado con el documental Godo, dirigido por Nicolas Iommi-Amunategui y Romain Poisson. Este fue estrenado por Canal 13 en diciembre de ese año.

## Obras
- Lettre de l'errant (1963)
- Amereida I (1967)
- De l'une à l'autre (1969)
- Pindare Olympiques (1969)
- Apertura de Terrenos (1971)
- Notas a propósito de vida, trabajo y estudio y el real sentido contemporáneo de la hospitalidad como forma de vida cotidiana en la Ciudad Abierta (1971)
- Le donner cours (1972)
- Aujourd’hui, Rimbaud... (1976)
- Agua y luz (1976)
- Poèmes (1978)
- Testament de Rimbaud (1979)
- Para extremar el Jazz (1981)
- La Eneida y América (1982)
- América, Américas mías (1983)
- Si tal adiós sin comienzo no acabase (1984)
- Amereida II (1986)
- Amereida III (1991)